# Учредително събрание (Франция)
Вижте пояснителната страница за други значения на Учредително събрание.
Националното учредително събрание (на френски: Assemblée nationale constituante) е революционен парламент във Франция, действал от 1789 до 1791 година, по време на Френската революция.
Събранието се образува на 17 юни 1789 година, след като част от депутатите от свиканите Генерални щати на Франция се преименуват на Национално събрание. То се обявява за висш държавен орган и започва да подготвя първата конституция на страната, с което се превръща в Учредително събрание. След превземането на Бастилията на 14 юли, Националното учредително събрание поема реалното управление на Франция. В средата на юли 1789 г. то се състои от 1177 депутати, а за цялото му съществуване право на участие получават общо 1315 души, от които 330 духовници, 322 благородници и 663 от третото съсловие. То приема „Декларация за правата на човека и гражданина“, първата конституция на Франция и извършва църковна и административна реформи. Работи до 30 септември 1791 г., когато е заменено от Законодателно събрание.

## Образуване
На 5 май 1789 г. крал Луи XVI открива Генералните щати за първи път след 1614 година, за да одобри належащи данъчни реформи. Исторически разпределението в Генералните щати е такова, че всички три съсловия имат равен брой представители и заседават поотделно, но за тази сесия кралят е убеден да удвои броя на депутатите от третото съсловие. Скоро след началото на заседанията във Версай представителите на третото съсловие издигат искане за равни права с другите две съсловия и за премахване на съществуващите привилегии. На 12 юни те предлагат на другите две съсловия да заседават заедно, при което болшинството делегати от духовенството изненадващо приема, но почти цялото дворянство отказва. На 17 юни присъстващите на общото заседание се самообявяват за Национално събрание, което е първият революционен акт. Кралят се опитва да попречи на заседанията на Националното събрание и затваря залата, затова на 20 юни делегатите се събират в близката зала за тенис и си дават дума да не се разпускат до приемането на конституция – т.нар. „Клетва на тенис корта“ (Клетвата в Жьо дьо Пом, 20 юни 1789 г. (на френски: serment du Jeu de paume)):

Националното събрание, считайки, че е призвано да състави Конституцията на кралството, да възстанови обществения ред и да запази истинските принципи на монархията; че не може да бъде възпрепятствано да продължи разискванията си, на каквото и място да бъде принудено да заседава; и че навсякъде, където са събрани членовете му, там е Националното събрание, постановява: всички членове на това Събрание да положат веднага тържествена клетва да не се разделят никога и да се събират навсякъде, където обстоятелствата го изискват, докато Конституцията на кралството не бъде изработена върху здрави основи; и че след полагането на въпросната клетва всички членове и всеки от тях поотделно ще потвърдят с подписа си това непоклатимо решение.
—Национално събрание, Френската революция в текстове и документи 1789 – 1799 с.46В оригинал 
L’Assemblée nationale, considérant qu’appelée à fixer la constitution du royaume, opérer la régénération de l’ordre public et maintenir les vrais principes de la monarchie, rien ne peut empêcher qu’elle continue ses délibérations dans quelque lieu qu’elle soit forcée de s’établir, et qu’enfin, partout où ses membres sont réunis, là est l’Assemblée nationale; Arrête que tous les membres de cette assemblée prêteront, à l’instant, serment solennel de ne jamais se séparer, et de se rassembler partout où les circonstances l’exigeront, jusqu’à ce que la Constitution du royaume soit établie et affermie sur des fondements solides, et que ledit serment étant prêté, tous les membres et chacun d’eux en particulier confirmeront, par leur signature, cette résolution inébranlable.

## Състав
В събранието „левите“ партии седят от ляво, гледано от президентския стол, а „десните партии“ седят от дясно, като по този начин местата за сядане директно посочват политическия спектър, представен в Събранието. Постепенно се оформят няколко групи от депутати. Вдясно са консерваторите – противници на революцията. Вляво е опозицията, в която има няколко групи. Роялистите-демократи са за парламентарна монархия със силна кралска власт. Втората най-многобройна група депутати също са за парламентарна монархия, но с ограничена изпълнителна власт на краля, по примера на Великобритания. Националната партия, която подкрепя революцията и демократизацията, представлява интересите на средната класа, но симпатизира и на широк кръг обикновени хора. Една от най-силните личности в Събранието е блестящият оратор, макар и безскрупулен политик граф Мирабо, който се опитва да помири монархистите с революционните сили.
Въпросите за бъдещата конституция вълнуват силно обществеността и особено парижани. Започват да се създават политически дискусионни клубове, които оказват силно влияние върху хода на събитията. Сред тях изпъква Якобинският клуб, в който членуват представители на двете главни опозиционни групи, както и буржоазията извън парламента. Клубът на Корделиерите събира около себе си по-бедните и по-радикално настроени парижани и санкюлотите. Негови водачи са Жорж Дантон, Камий Демулен и Жан Пол Марат, който издава популярния сред парижани вестник „Приятел на народа“.

## Законодателна дейност
В периода от 4 до 11 август 1789 събранието приема 18 декрета, касаещи отмяната на феодализма. Те премахват всички форми на крепостничество, всички монополи върху лова и всички сеньориални пълномощия. Всички останали задължения могат да бъдат откупени, но дотогава трябва да продължат да се плащат. Решено е да се премахнат и всички данъчни привилегии, както и освобождаването от плащане на данъци:с. 55 .
На 26 август 1789 г. Учредителното събрание приема „Декларация за правата на човека и гражданина“ – един от първите документи на демократичния конституционализъм. На Стария ред, основан на съсловни привилегии и произвола на властите, са противопоставени всеобщо равенство пред законите, неотчуждаемост на естествените права на човека, суверенитет на народа, свобода на възгледите, принципа „позволено е всичко, което не е забранено от закон“ и други демократични уредби на революционното просветителство, превърнали се оттогава в закони и действащо законодателство. Декларацията също така утвърждава правото на частна собственост в качеството ѝ на естествено право.
Проведена е административна реформа: провинциите са обединени в 83 департамента с единен съдебен процес.
Следвайки принципа на равенство на гражданите, Събранието ликвидира съсловните привилегии, отменя институциите на наследственото дворянство, дворянските титли и гербове.

## Църковна реформа
Първоначалните настроения в събранието е да бъде установена свобода на вероизповеданията, но католицизмът да престане да е държавна религия. То обявява, че протестантите могат да бъдат избирани на всички служби (24 декември 1789), възстановява имуществата им и признава статута на френски граждани на протестантите-бежанци (10 юли и 9 декември 1790) и взема мерки в подкрепа на евреите. Но скоро става ясно, че събранието е настроено да подчини католическата църква, към която принадлежат мнозинството от французите, на светската власт.
На 20 август 1789 г. Учредителното събрание назначава църковен комитет, който изработва нов ред за регулиране на църковните отношения на мястото на конкордата от Болоня (1516). С настъпването на есента поради нарастващите финансови затруднения и неотложното нужда от погасяване на държавния дълг идеята за конфискация на църковните богатства става все по-популярна и се появява в множество печатни издания. На 24 септември икономистът Дюпон (Pierre Samuel du Pont de Nemours) съставя конкретен план, който предизвиква възмущението на епископ Талейран, който е водеща фигура в контрола на църковните финанси. На 12 октомври Мирабо предлага събранието да постанови, че (1) собствеността на църквата принадлежи по право на нацията, но тя трябва да поеме ангажимент да издържа своите свещеници; (2) че заплатата на всеки свещеник трябва да е не по-малко от 1200 ливри. Планът е подложен на дебати между 13 октомври и 2 ноември. Представителите на клира оспорват оценките на църковното богатство и смятат, че то трябва да се използва само като гаранция за нов държавен заем. Поддръжниците на конфискацията настояват, че държавата има право да го придобие, още повече, че кралското правителство при Стария ред не признава църквата като собственик, а само като управител (през 1749 Луи XV е забранил всякакви нови придобивания и е конфискувал собствеността на йезуитите). На 2 ноември 1789 г. поземлените имоти на църквата са обявени за „национално имущество“ със задължението да бъдат осигурени разноските по практикуването на култа, издръжката на религиозните служители и подпомагането на бедните. След това, в началото на 1790 г. са премахнати монашеските ордени, а малко по-късно е отнето и правото на църквата да управлява имоти.
През февруари 1790 г. събранието извършва радикална административна реформа, като въвежда департаменти, окръзи и общини вместо старите административни единици, свързани с църквата. Под влияние на радикални депутати като Барнав и Туре събранието гласува, че не само се отменят монашеските обети, но и че религиозните ордени и конгрегации трябва да се забранят изцяло и не трябва да се позволява основаването на нови. През март събранието решава, че църковни имоти, оценени на 400 милиона ливри, трябва да се предоставят на муниципалитетите, които на свой ред трябва да ги предложат на частни купувачи. През април са определени средства за поддържане на практикуването на католицизма. В същия период се решава въвеждането на асигнати – ценни книги, с доходност от 5%, които са предназначени за закупуване на конфискуваните църковни земи и са обезпечени с тях. Окончателното решение за продажба на църковните земи е взето на 9 юли. Купувачи са предимно буржоазията и заможните селяни.
На 12 юли 1790 г. е приета Гражданска конституция на духовенството, която изисква от свещениците да се кълнат във вярност не към римския папа, а към френската държава. Според нея:
1. Старото деление на Франция на 18 архиепископства и 116 епископства се заменя с деление на 83 диоцеза, съвпадащи с административното деление на департаменти, като историческите наименования са променени и е извършено преразпределение на църковните енории. Всички църковни титли са отменени, с изключение на епископ и настоятел; катедралните съвети се преименувани в епископски съвети.
2. Епископите трябва да бъдат избирани от същите избиратели като депутатите, членовете на първоинстанционните съдилища и администрацията на департаментите, а настоятелите на енорийските църкви – от избирателите на местната администрация. Няма законово изискване избирателите да са католици.
3. Епископите не се нуждаят от одобрението на папата в Рим и само го уведомяват за встъпването си в длъжност. Настоятелят получава назначението си от епископа.
4. Духовните лица трябва да положат клетва за вярност към гражданската конституция на духовенството в присъствието на муниципалните власти, за което е приет декрет от 27 ноември 1790 г.

Тази „гражданска конституция“ предизвиква силна съпротива от страна на клира и води до сблъсък между Учредителното събрание и крал Луи XVI. Болшинството свещеници (поне две трети) отказват да положат клетва и особено в провинцията стават едни от организаторите на съпротива срещу революцията. Оттогава до сключването на конкордат с Рим от Наполеон френското духовенство се дели на заклети и незаклети духовници.

## Отношения с краля
В периода 1789 – 1790 г. идеята за република все още не е популярна, особено сред едрите собственици. Депутатите от Учредителното събрание съзнателно търсят компромис с краля и аристокрацията. Кралят не демонстрира открито враждебност, дори проявява странна пасивност по време на юлските и октомврийските събития през 1789 г. и не осъжда организаторите им. Съгласява се с искането на депутатите да изпрати кралските войски извън Париж и така се отказва от въоръжена защита. Външно той изцяло сътрудничи и посещава заседанията на събранието и декларира, че ще поддържа и запази новите свободи и че ще възпитава сина си в дух на уважение към новия обществен ред. В същото време тайно заговорничи, поддържа активна тайна кореспонденция с европейските монарси и ги уговаря да организират въоръжена интервенция.
Кралят се опитва с всички възможни средства да отлага приемането на нови закони, като упражнява правото си на вето, и да ограничава изпълнението им. Той не се скъпи тайно да финансира Мирабо и други водачи и дава вид пред маркиз дьо Лафайет, че е готов да следва съветите му.
През октомври 1789 г. Учредителното събрание премества заседанията си от Версай в Париж, в Манежа при двореца Тюйлери, след като многохилядна тълпа принуждава краля да напусне Версайския дворец.

## Саморазпускане
През септември 1791 е приета първата конституция на Франция (на френски: Constitution de 1791) и основната цел на Националното учредително събрание е изпълнена. То се саморазпуска на 30 септември 1791 година, като изработената конституция влиза в сила на следващия ден. Според нея се провеждат избори за Законодателно събрание, но депутатите от Учредителното събрание нямат право да се кандидатират в тях.